# Barbara Eligmann
Barbara Eligmann (* 6. November 1963 in Ludwigshafen am Rhein) ist eine deutsche Fernsehmoderatorin.

## Leben und Karriere
Eligmann brach ein Studium der Wirtschaftswissenschaften nach drei Wochen ab.
Sie absolvierte ein Volontariat beim Bielefelder Westfalen-Blatt und wechselte anschließend zum Fernsehsender Sat.1, bei dem sie zunächst als Regionalreporterin tätig war. Ab 1988 moderierte sie beim Privatsender RTLplus die Regionalsendung Hamburg Schlag 6. Bekannt wurde sie durch das Boulevard-Magazin Explosiv – Das Magazin, das sie von Mai 1992 bis Dezember 2000 bei RTL moderierte, sowie dessen Ableger Explosiv-Weekend und Explosiv – Das heiße Eisen. Wegen ihrer Erkrankung an Morbus Basedow kündigte sie im Jahr 2000.
Im Jahr 2004 moderierte sie die sechsteilige Samstagabendshow Der große deutsche Prominenten-Buchstabier-Test auf Sat.1. Von 2004 bis 2009 moderierte sie zusammen mit Wigald Boning auf Sat.1 die Show Clever! – Die Show, die Wissen schafft. Ebenfalls bei Sat.1 moderierte sie die Unterhaltungsshow Mega Clever.
Im Jahr 2006 moderierte sie acht Folgen des Dokutainment-Formats Hilfe! Zu Hause sind die Teufel los. Von 2012 bis 2013 war sie in der Doku-Soap Mieter in Not auf Sat.1 zu sehen.
Für die Initiative Neue Soziale Marktwirtschaft moderierte sie 2008 das INSM-Lexikon.
Von Februar 2018 bis Januar 2020 moderierte sie Abgründe – Unfassbare Verbrechen auf TLC Deutschland.
In der sechsteiligen, von Joyn produzierten Dokureihe Jenke. Zeitreise. (2024) ist sie als Gesprächspartnerin von Jenke von Wilmsdorff zu sehen. 
Seit 1996 ist Barbara Eligmann mit dem RTL-Redakteur Thomas Justus verheiratet, das Paar hat zwei Söhne (* 1999, 2007) und eine Tochter (* 2002).
Die Familie lebt in Köln-Junkersdorf.